# 283

## Nașteri
- dată necunoscută: Sfânta Lucia martiră creștină din secolele III-IV și sfântă canonizată (d. 304)

## Decese
- 7 decembrie: Eutichie, papă al Romei (n. ?)
- iulie-august: Carus (Marcus Aurelius Carus), 58 ani, împărat roman (n. 224)